# Sejm zwyczajny 1786
Sejm 1786 (sejm dogrumowski) – sejm zwyczajny Rzeczypospolitej Obojga Narodów zwołany 25 maja 1786 roku do Warszawy.
Sejmiki przedsejmowe w województwach odbyły się 21 sierpnia 1786 roku. Marszałkiem sejmu obrano Stanisława Kostkę Gadomskiego podkomorzego sochaczewskiego. Obrady sejmu trwały od 2 października do 13 listopada 1786 roku. 
Do najważniejszych wydarzeń tego sejmu należała konkluzja tzw. Afery Dogrumowej. Afera ta zakończyła się rok wcześniej aresztowaniem Dogrumowej i nałożeniem grzywny na Adama Kazimierza Czartoryskiego, który na tym sejmie domagał się uchylenia tego wyroku.
W dniu 30 października 1786 roku wystosowano także notę protestacyjną do "J. W. Jmci Pana hrabi Stackelberga ambassadora extra-ordynaryjnego i pełnomocnego Rossyiskiego", przeciwko bezprawiu którego dopuszczały się pułki rosyjskie stacjonujące w województwach Bracławskim, Kijowskim, Wołyńskim i Podolskim. Żołnierze tego pułku żądali "bezpłatnych furażów i żywności", wcielali rekrutów do armii rosyjskiej a na koniec żądali podpisywania zaświadczeń, że opłaty za usługi miejscowej ludności były uregulowane. W nocie zażądano "wyjścia wojsk rosyjskich" oraz wyznaczenie komisji do naprawienia wyrządzonych szkód.